# Whirligig
Whirligig (Whirligig is een draaimolen/windmolentje en is een Britse bijnaam van een samara) is een compositie van Arnold Bax.

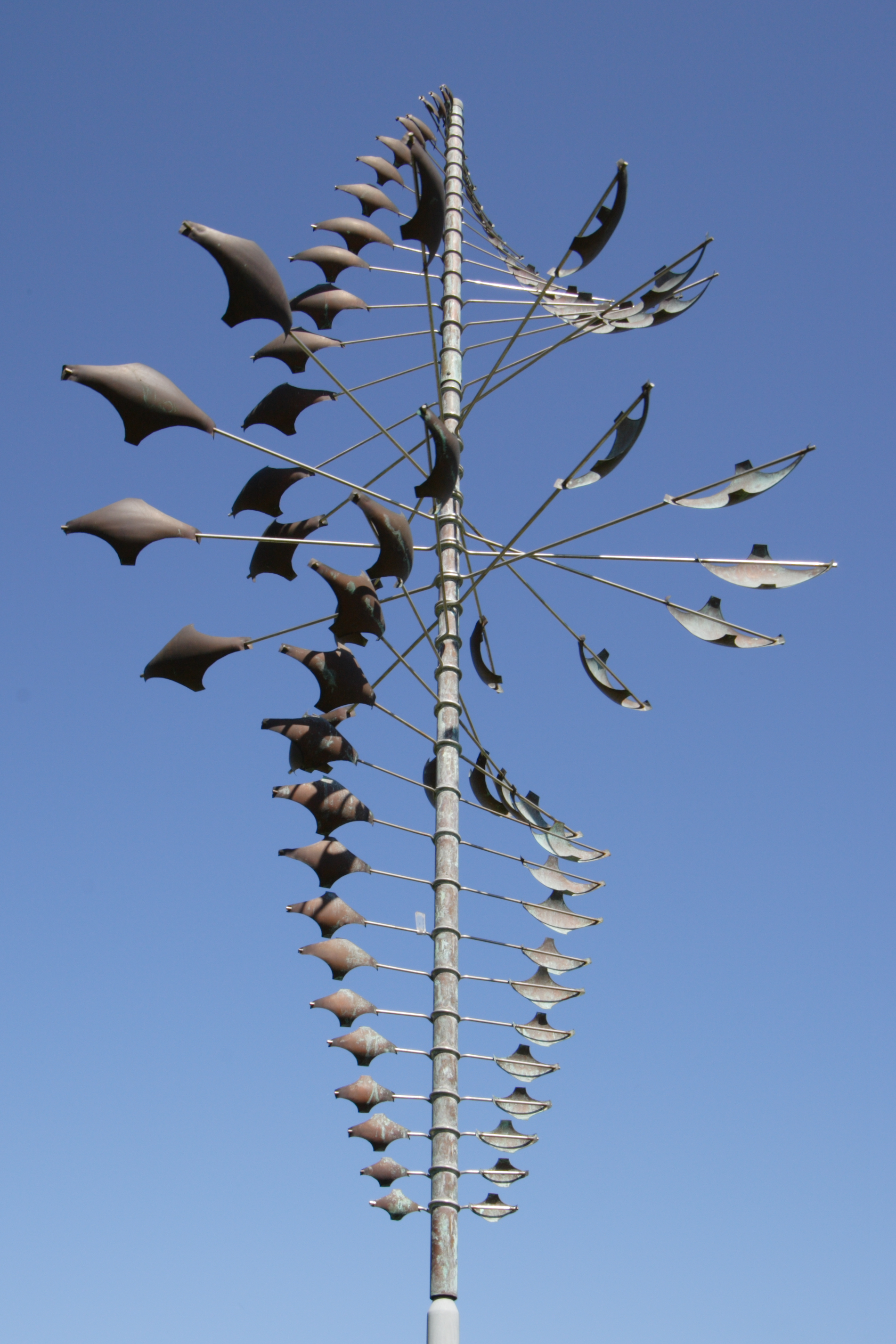
Een vorm van whirligig

Bax schreef dit pianowerkje in de zomer van 1919 voor Irene Scharrer, een medeleerling van hem aan de Royal Academy of Music. De muziek valt in drie deeltjes uiteen, virtuositeit in C-majeur, een rustig middenstuk in a-mineur en dan een terugkeer naar de virtuositeit in C majeur. Het werk heeft aan het eind glisserende septolen als aanloop naar het slotakkoord. Het tempo luidt allegretto molto vivace. 
In 2017 zijn twee uitvoeringen voorhanden. Iris Loveridge met een opname in mono uit de periode 1959-1963; Eric Parkin met een opname uit 1996.